# Animal de pradă (cântec)
Animal de pradă este un single al formației Carla's Dreams lansat la 27 noiembrie 2017. A fost scris și compus de Carla's Dreams. Piesa este extrasă de pe albumul ANTIEXEMPLU și a fost lansată în aceeași zi cu Inima, o colaborare cu Delia de pe același album. Producția a fost asigurată de Alex Cotoi și Carla's Dreams.
Piesa, la fel ca și Formula Apei, a fost prima dată cântată live la concertul organizat la Arenele Romane pe 13 mai 2017. Piesa s-a mai auzit live și la celelalte concerte ale trupei.

## Videoclip
Filmările videoclipului au avut loc la Chișinău sub regia lui Roman Burlaca, regizorul cu care trupa a mai lucrat. Are aceeași concepție ca și Formula Apei. Clipul prezintă o tânără în cușcă care începe să îmbrace un costum de pisică, apoi dansează. Ei i se alătură un bărbat îmbrăcat într-un costum de câine. Dansul lor ar reprezenta ying-yang-ul relației. Videoclipul a fost lansat pe canalul de YouTube al trupei și a adunat până în martie 2018 aproape 3 milioane de vizualizări.

## Lansări
| Țara    | Data              | Format           | Casa de discuri |
| ------- | ----------------- | ---------------- | --------------- |
| România | 27 noiembrie 2017 | Digital Download | Global Records  |